# ذراع الخطام (نجرة)

تعديل مصدري - تعديل

ذراع الخطام هي إحدى قرى عزلة الشعاثمة بمديرية نجرة التابعة لمحافظة حجة، بلغ تعداد سكانها 256 نسمة حسب تعداد اليمن لعام 2004.